# O Amor, o Sorriso e a Flor
O Amor, o Sorriso e a Flor — студийный альбом бразильского музыканта Жуана Жилберту, выпущенный в 1960 году на лейбле Odeon Records. Альбом, среди прочего, содержит шесть песен, написанных Антониу Карлосом Жобином, а также собственную композицию Жуана Жилберту «Um abraço no Bonfá», посвященную его другу, гитаристу Луису Бонфе.
Также альбом издавался под названиями Brazil’s Brilliant и Gilberto & Jobim.

## Отзывы критиков
| Оценки критиков | Оценки критиков |
| Источник        | Оценка          |
| --------------- | --------------- |
| AllMusic        | [ 1 ]           |

Ричарда С. Джинелл из AllMusic дал высокую оценку альбому, заявив, что эта жизненно важная пластинка представила Жуана Жилберту, Антониу Карлоса Жобина и, таким образом, босанову в Соединённых Штатах в 1961 году, за год до того, как Стэн Гетц записал хит «Desafinado». Рецензент журнала Billboard написал: «Повсюду преобладает босса-бит, поскольку Жилберту умело играет на гитаре и мягко, почти монашеским тоном исполняет бразильские песни со вкусом джаз. Жобин и его оркестр предлагают классную и чёткую поддержку. Оба джентльмена теперь известны здесь благодаря тому, что представили джазовую самбу». Джо Голдберг в рецензии для HiFi/Stereo Review: «Запись вызывает лёгкое восхищение. У Жилберту мягкий, вкрадчивый голос и превосходное чувство ритма — он чем-то похож на бразильца Фреда Астера. Поскольку многие тексты песен посвящены самой самбе, хорошо, что Жилберту поёт на португальском, так что мы можем просто слушать звук, не зная, что означают слова. В большей части этой музыки есть что-то томное, ностальгическое. Это качество бразильцы называют саудаде. Жилберту и Жобин сделали здесь одну из самых популярных вокальных записей за последние несколько лет».

## Список композиций
1. «Samba de Uma Nota Só» (Антониу Карлос Жобин, Ньютон Мендонса) — 1:35
2. «Doralice» (Антониу Карлос Жобин, Доривал Каимми) — 1:25
3. «Só em Teus Braços» (Антониу Карлос Жобин) — 1:46
4. «Trevo de Quatro Folhas» (Морт Диксон, Гарри Вудс, Нило Сержиу) — 1:21
5. «Se é Tarde, Me Perdoa» (Карлуш Лира, Роналду Босколи) — 1:43
6. «Um Abraço no Bonfá» (Жуан Жилберту) — 1:35
7. «Meditação» (Антониу Карлос Жобин, Ньютон Мендонса) — 1:44
8. «O Pato» (Жейми Силва, Неуза Трейшейра) — 1:56
9. «Corcovado» (Антониу Карлос Жобин) — 1:58
10. «Discussão» (Антониу Карлос Жобин, Ньютон Мендонса) — 1:47
11. «Amor Certinho» (Роберту Гимарайнс) — 1:50
12. «Outra Vez» (Антониу Карлос Жобин) — 1:45

## Участники записи
- Жуан Жилберту — вокал
- Оркестр Антониу Карлоса Жобина

## Чарты
| Чарт (1964)                     | Высшая позиция |
| ------------------------------- | -------------- |
| США (Record World Top 100 LP’s) | 105            |